# Мурсалова, Эльвира
Эльви́ра Мурса́лова (род. 1982 год, Каспийск, Дагестанская АССР, РСФСР, СССР) — российская и  азербайджанская спортсменка, борец вольного стиля. Бронзовый призёр чемпионата мира, серебряный призёр чемпионата Европы. Выступала в весовой до 59 кг.

## Биография
Родилась в 1982 году в Каспийске (Дагестан, Россия). По национальности — лезгинка.
С семи лет ходила на каратэ-до. Борьбой начала заниматься с 12 лет. Воспитанница СДЮСШОР «Динамо», тренировалась у Курбана Курбанова. С 2006 года живёт в Баку и выступает за сборную Азербайджана.
В январе 2007 года на VI Международном турнире по женской борьбе Гран-при «Иван Ярыгин», который проходил в Красноярске, Мурсалова стала третьей в весовой категории до 59 кг.
В апреле 2008 года на проходящем в финском городе Тампере чемпионате Европы по борьбе Эльвира Мурсалова (59 кг) завоевала серебряную медаль в весовой категории до 59 кг. На пути к финалу Мурсалова одержалав победу над полькой Агатой Пьетржик, украинкой Натальей Синишиной и Татьяной Бохан. В решающем поединке Эльвира проиграла Терезе Иде Нерель (Швеция) со счетом 1:4. Медаль Эльвиры можно назвать исторической, так как раньше ни одна азербайджанская спортсменка не выигрывала награды чемпионата Европы по борьбе. По словам спортсменки её подвела излишняя уверенность, так как за 25 дней до этого Мурсалова выиграла шведку на международном турнире в Киеве.
В октябре 2008 года на чемпионате мира в Токио Эльвира Мурсалова завоевала одну бронзовую награду в весовой категории до 59 кг. Свой турнирный путь Мурсалова начала с победы над Джойс Сильвой (Бразилия), после чего победила Аллу Черкасову (Украина). Однако в полуфинале Эльвире уступила будущей победительнице соревнований Аяко Шиуде. В споре за третье место Мурсалова выиграла Диану Рикс (США) и обеспечила себе бронзовую награду.

## Достижения

### За Россию
- Чемпионат мира среди кадетов — 1 место (1998);
- Чемпионат Европы среди юниоров — 3 место (2002);

### За Азербайджан
- Чемпионат Европы — 2 место (2008, Тампер);
- Голден Гран-при — 3 место (2008);
- Чемпионат мира — 3 место (2008, Токио);
- Голден Гран-при — 3 место (2009).